# Roger Sandberg

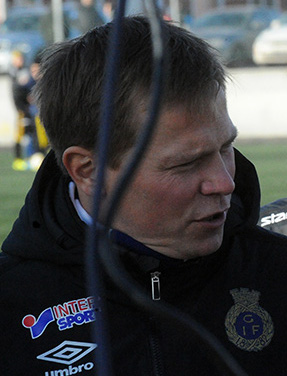
Roger Sandberg im Dienst von Gefle IF (Februar 2015)

Roger Sandberg (* 12. Juni 1972 in Luleå) ist ein schwedischer ehemaliger Fußballspieler. Nach dem Ende der aktiven Karriere war er als Fußballtrainer und -funktionär tätig.

## Sportlicher Werdegang

### Spielerkarriere
Sandberg rückte Anfang der 1990er Jahre von Piteå IF kommend in den Kader des seinerzeitigen Zweitligisten IFK Luleå, den der Abwehrspieler 1994 in Richtung Ligakonkurrent Umeå FC verließ. Nachdem er in seinem ersten Jahr beim Klub Vizemeister der Nordstaffel wurde, gelang 1995 der Aufstieg in die Allsvenskan. Mit dem Liganeuling belegte er in der Erstliga-Spielzeit 1996 den Relegationsplatz, in der Barrage verpasste er mit dem Klub aufgrund der Auswärtstorregel gegen Ljungskile SK den Klassenerhalt. Dabei war er über weite Strecken Stammspieler und bestritt unter Trainer Jan Westerlund 23 Saisonspiele, nach einer Gelbsperre rückte er nach dem 25. Spieltag aus der Stammformation. Als Tabellendritter verpasste er mit dem Klub den direkten Wiederaufstieg und kehrte anschließend zu seinem in die zweite Liga aufgestiegenen Ex-Klub Piteå IF zurück, mit dem er jedoch am Ende der Spielzeit 1998 abstieg.
Sandberg wechselte Anfang 1999 zum Stockholmer Klub Hammarby IF in die Allsvenskan, wo er sich erst nach einem Trainerwechsel zu Sören Cratz in der zweiten Saisonhälfte in die Mannschaft spielte. In der folgenden Spielzeit war er über weite Strecken Stammspieler und bestritt auch die ersten acht Saisonspiele der mit dem ersten Meisterschaftsgewinn in der Vereinsgeschichte endenden Spielzeit 2001, ehe er nach einer Verletzung seine Profilaufbahn beenden musste. Beim Amateurklub Gröndals IK ließ er in der fünften Liga seine Karriere ausklingen, die er nach dem Aufstieg in die Viertklassigkeit 2004 beendete.

### Trainer- und Funktionärslaufbahn
Nach dem Abschluss der aktiven Laufbahn wechselte Sandberg bei Gröndals IK auf die Trainerbank und führte den Klub Ende 2006 zum Aufstieg in die Division 1. Anfang 2009 verließ er den Klub und ging als Trainerassistent zum Stockholmer Klub IF Brommapojkarna, der unter Cheftrainer Kim Bergstrand in die Allsvenskan aufgestiegen war. Gemeinsam wurden sie kurz vor Ende der Spielzeit 2010 im Abstiegskampf befindlich freigestellt, unter Roberth Björknesjö stieg der Klub jedoch letztlich ab. 
Zur Zweitliga-Spielzeit 2011 kehrte Sandberg zum mittlerweile abgestiegenen Hammarby IF zurück, wo er als Assistent Roger Franzén zur Seite stand. Der mit dem Ziel Wiederaufstieg in die Saison gestartete Klub fand sich jedoch im Abstiegskampf wieder, so dass im Sommer Franzén von seinen Aufgaben entbunden wurde und Sandberg als neuer verantwortlicher Übungsleiter nachrückte. Erst mit zwei Siegen gegen Jönköpings Södra IF und Aufstiegskandidat Ängelholms FF an den letzten beiden Spieltagen sprang die Mannschaft vom Relegationsplatz auf den elften Tabellenrang. Zur folgenden Spielzeit verpflichtete der Klub Gregg Berhalter als neuen Cheftrainer, dem Sandberg als Assistent zuarbeitete. Im Sommer des Jahres verließ er den Klub und wurde durch Carlos Banda ersetzt.
Im Dezember 2013 präsentierte Gefle IF den zwischenzeitlich im Schuldienst tätigen Sandberg als neuen Cheftrainer, der dem neun Jahre lang amtierenden Per Olsson nachfolgte und einen Drei-Jahres-Vertrag erhielt. Am Ende der Spielzeit 2014 gelang in den Barragespielen gegen Ljungskile SK der Klassenerhalt. Nach einem zehnten Tabellenplatz in der folgenden Spielzeit stand die Mannschaft in der Spielzeit 2016 wieder im Tabellenkeller. Im Sommer des Jahres wurde er daraufhin von der Klubführung entlassen.
Im Juli 2016 kehrte Sandberg als Unterstützung des Trainerteams zu seinem Heimatklub Piteå IF zurück, der in der drittklassigen Division 1 im Abstiegskampf stand. Am Ende der Spielzeit 2016 verpasste der Klub jedoch den Klassenerhalt. Kurze Zeit später übernahm Sandberg als einer von drei Trainerausbildern eine Tätigkeiten beim Svenska Fotbollförbundet. Später unterstützte er auch Nationaltrainer Janne Andersson als „Spion“ in der Vorbereitung von Länderspielen insbesondere auch bei Endrundenturnieren. Im Zuge einer Umstrukturierung beim Verband, in deren Zusammenhang Per Widén, Claes Eriksson und Yvonne Ekroth die Organisation bereits zuvor verlassen hatten, beendete Sandberg seine Tätigkeit im Sommer 2024.